# 张岱年
张岱年（1909年—2004年4月24日），字季同，別名宇同，原籍河北省獻縣，是中國哲学家、哲学史家、国学学者，北京大学哲学系教授，輔仁大學教授。

## 生平
1933年北京師范大学畢業後即受聘到清華大學哲學系任助教，1943年任北平私立中國大學哲學教育系講師，次年改任副教授，1946年他回到清華大學哲學系任副教授，1952年調任北京大學哲學系教授。畢生曾任中国社会科学院哲学研究所兼职研究员、中国哲学史学会会长、中华孔子研究会会长、清华大学思想文化研究所所长等职。2004年4月24日在北京逝世。
张岱年的学术研究分为三大方面：一是中国哲学史的阐释；二是哲学问题的探索；三是文化问题的研讨，1980年代以來，張岱年力倡“綜合創新”的文化觀。

## 著作
論文及成書著作包括《關於老子年代的一假定》、《哲學的前途》、《論現在中國所需要的哲學》、《哲學上一個可能的綜合》、《世界文化與中國文化》、《關於中國本位的文化建設》、《西化與創造》、《天人新論》、《哲學思維論》、《知實論》、《事理論》、《品德論》、《中國哲學大綱》等。
1989年至1994年，清華大學陸續出版《張岱年文集》六卷本，1996年河北人民出版社出版《張岱年全集》八卷本，晚年寫有《客觀世界與人生理想───平生思想述要》，但張先生逝世生未及看到自己的《文化與價值》一書出版。

## 家庭
- 父張濂，乃尚秉和同年密友，
  - 兄张申府，学者、中共创始人之一。
- 张道兴是他的族侄。